# Sikorsky S-300
Sikorsky S-300 (раніше Hughes 300 і Schweizer 300) родина легких багатоцільових вертольотів які випускали спочатку Hughes Helicopters, під назвою Hughes 269. Пізніше випускався Schweizer Aircraft, базовий дизайн залишався у виробництві протягом 50 років. Одномісний, з трилопатевим несним гвинтом і поршневим двигуном S-300 використовується як дешева тренувальна платформа і сільськогосподарська машина.

## Розробка

### Історія
У 1955 вертолітний підрозділ Hughes Tool Company (пізніше Hughes Helicopters) провело дослідження ринку за яким з'ясували, що потрібен дешевий, легкий двомісний вертоліт. Підрозділ розпочав будування Model 269 у вересні 1955. Прототип піднявся у повітря 2 жовтня 1956, але рішення про випуск було прийнято у 1960.
9 квітня 1959 модель 269 отримав сертифікацію від Федерального управління цивільної авіації США (ФУЦА) і Hughes зосередився на цивільному ринку. З деякими змінами, поставки перших версій Model 269A розпочалися у 1961. У середині 1963 в місяці випускали близько 20 вертольотів і до весни 1964 було побудовано 314 машин. Hughes успішно захопили значну частину цивільного вертолітного ринку за допомогою вертольота який довів свій успіх у сільському господарстві, поліційній роботі і інших галузях.

### Model 300

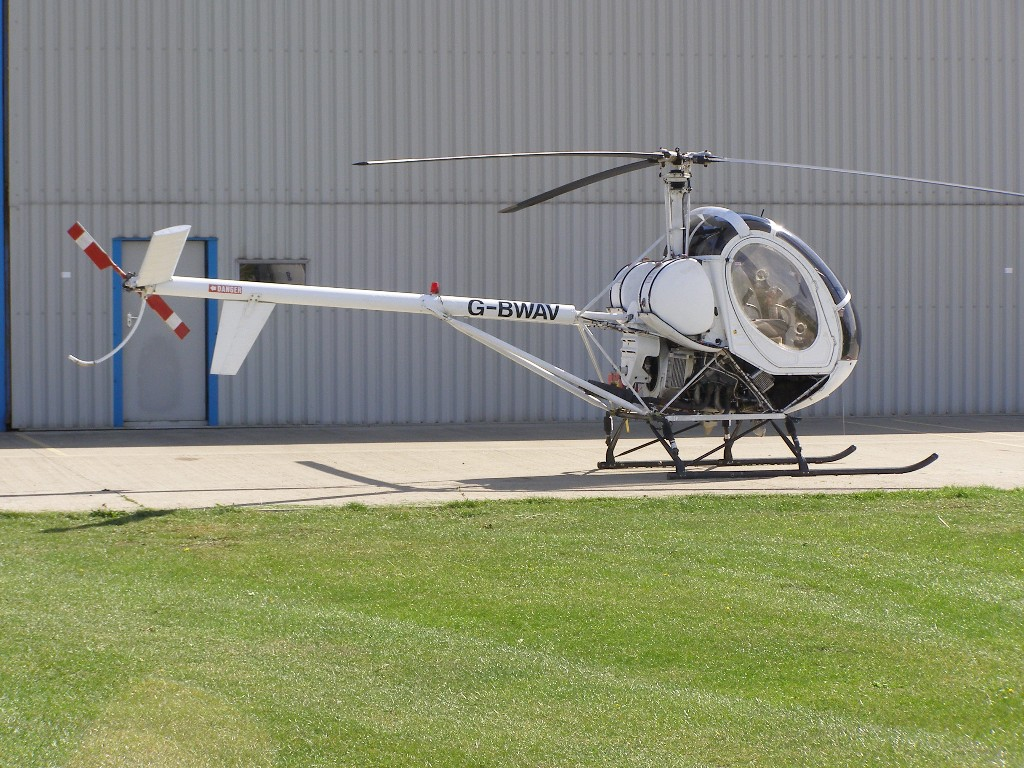
Schweizer 300C

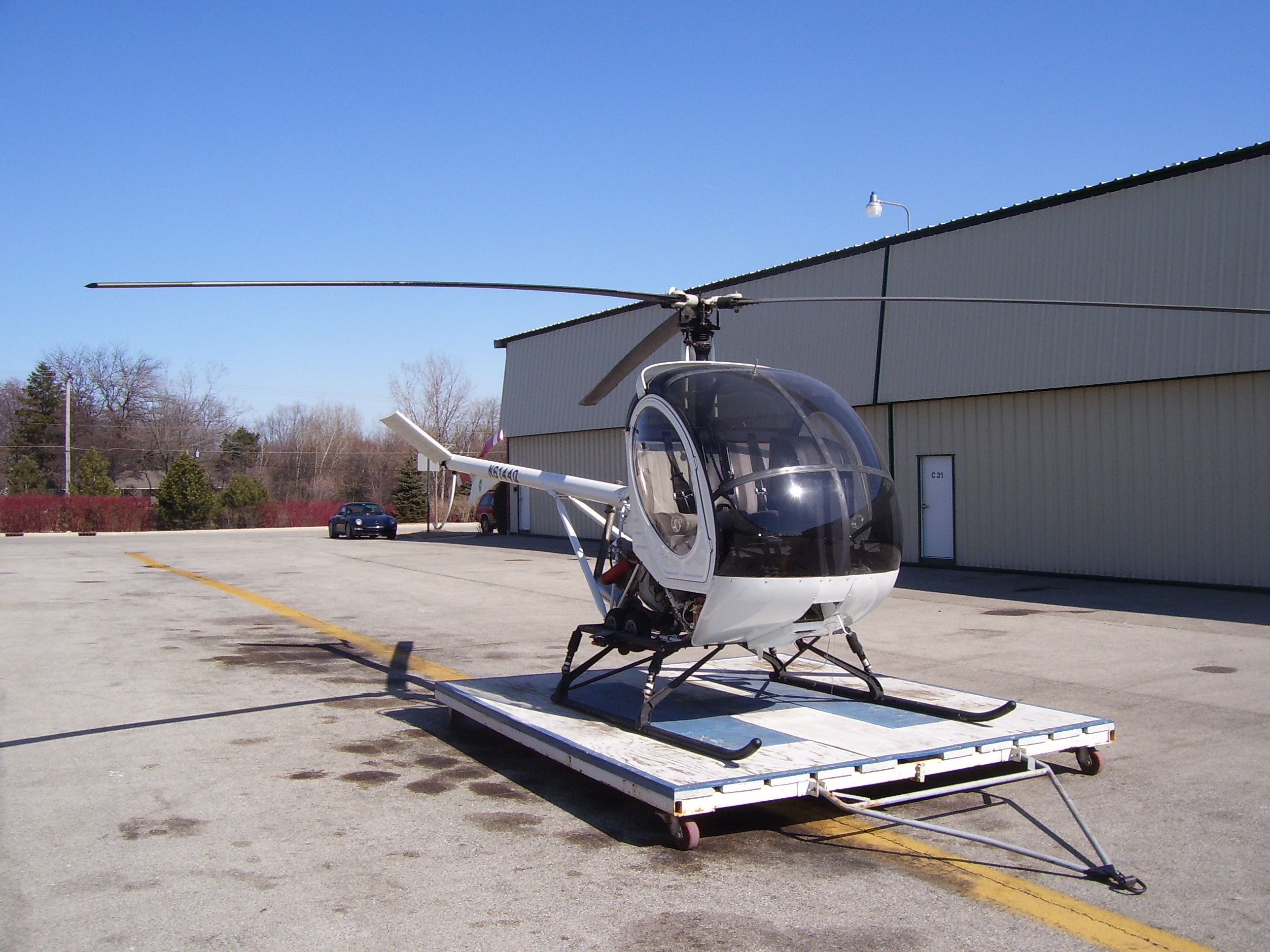
Schweizer 300CB на ангарному візку

У 1964 Hughes представив більшу тримісну  Model 269B який отримав назву Hughes 300. Того ж року Hughes 269 встановив рекорд витривалості у 101 годину. Для встановлення рекорду, два пілоти керували по черзі вертольотом і дозаправляли машину у режимі зависання. Щоб уникнути шахрайства, до нижньої частини посадкової лижі були прикріплено яйця.
Hughes 300 у 1969 був покращений до Hughes 300C (інколи 269C), який вперше піднявся у повітря 6 березня 1969 і отримав сертифікат у травні 1970. Ця нова модель отримала двигун потужністю 190 к.с. (140 кВт) Lycoming HIO-360-D1A і гвинт більшого діаметра, що збільшило корисне навантаження на 45 %, а також покращилася продуктивність. Це була перша модель яку почала випускати Schweizer за ліцензією Hughes у 1983.
У 1986 Schweizer отримали всі права на вертоліт від McDonnell Douglas, який замовили у Hughes Helicopters у 1984. Після цього Schweizer отримали сертифікат від ФУЦА, вертоліт був відомий короткий час як Schweizer-Hughes 300C, а потім Schweizer 300C. Основна конструкція залишилась незмінною, незважаючи на це Schweizer зробив 250 малих покращень.
Schweizer придбаний 26 вересня 2004 компанією Sikorsky Aircraft. Моделі Schweizer 300 заповнили нишу у лінійці вертольотів Sikorsky, яка була відома своїми середніми і важкими вантажопасажирськими і вантажними вертольотами.
У лютому 2009 модель 300C було перейменовано на Sikorsky S-300C.

### Наступники
Протягом останніх 50 років Hughes та Schweizer, в тому числі і закордонні ліцензійні цивільні і військові навчально-тренувальні, побудували 3000 одиниць Model 269/300. Schweizer продовжили виробництво Model 300 встановивши турбіну і переробивши корпус створили Schweizer 330. Подальший розвиток динамічних компонентів в більшій мірі використовували потужності газотурбінного двигуна, що призвело до появи Schweizer S-333.
У останні роки фюзеляж було отримано ліцензію на встановлення Garmin G500H, а також індикатор положення MD302.

## Конструкція
Hughes 269 був створений повністю зчленованим, з несним гвинтом з трьома лопатями який обертався проти годинникової стрілки і дволопатевим хвостовим гвинтом який став відмінною рисою усіх варіантів. Він мав амортизатор на лижному шасі. Органи керування напряму під'єднані до поверхонь керування вертольоту без гідравліки. Керувати вертольотом можна з обох місць, також це було опціональним варіантом для цивільного 269A. На тримісних машинах, центральна ручка керування прибрана і було встановлено місце для третьої особи. У 300CB та 300CBi, можливо було встановлення органів керування для шульги (місце праворуч).

## Варіанти

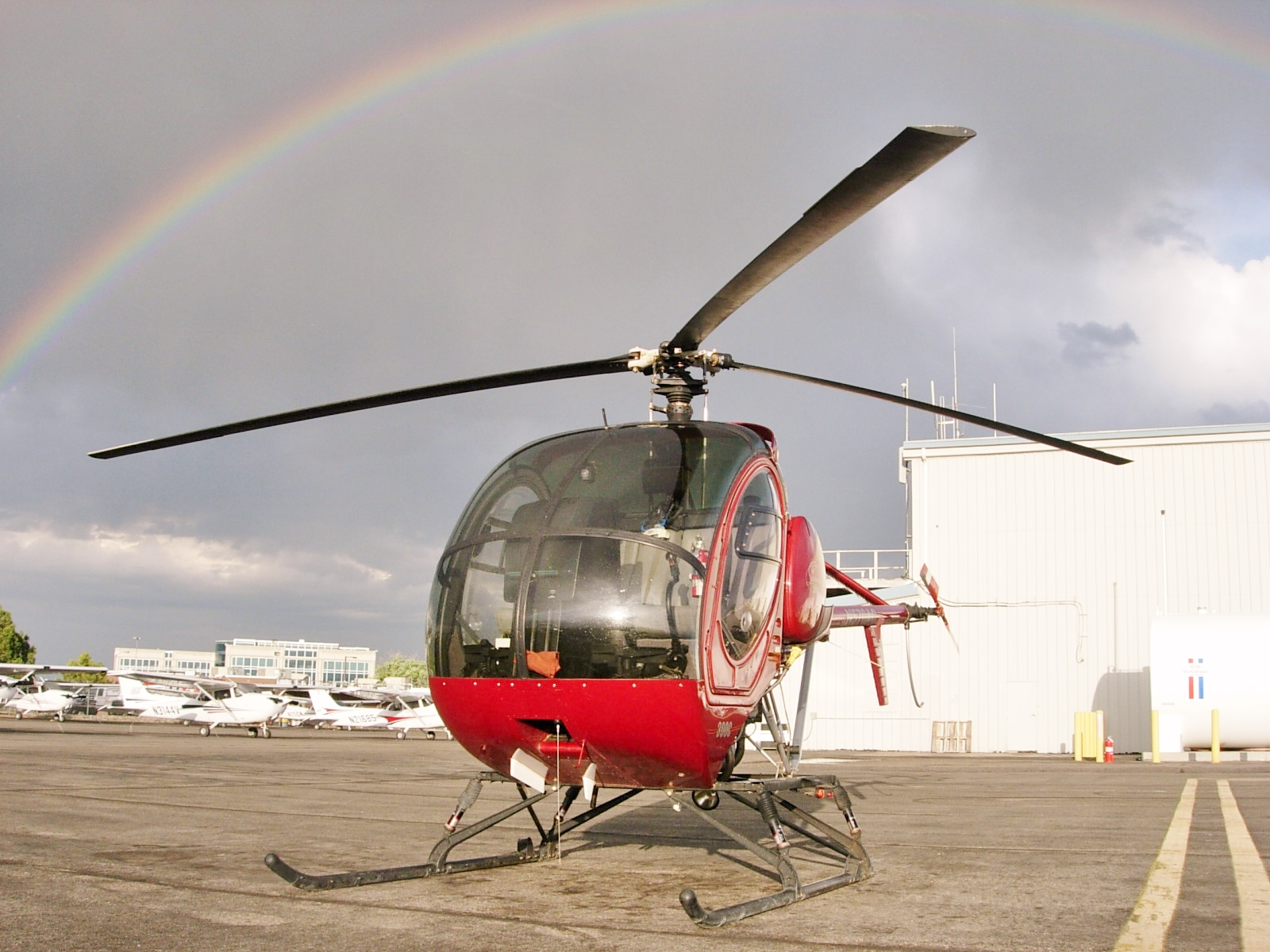
Schweizer 300C

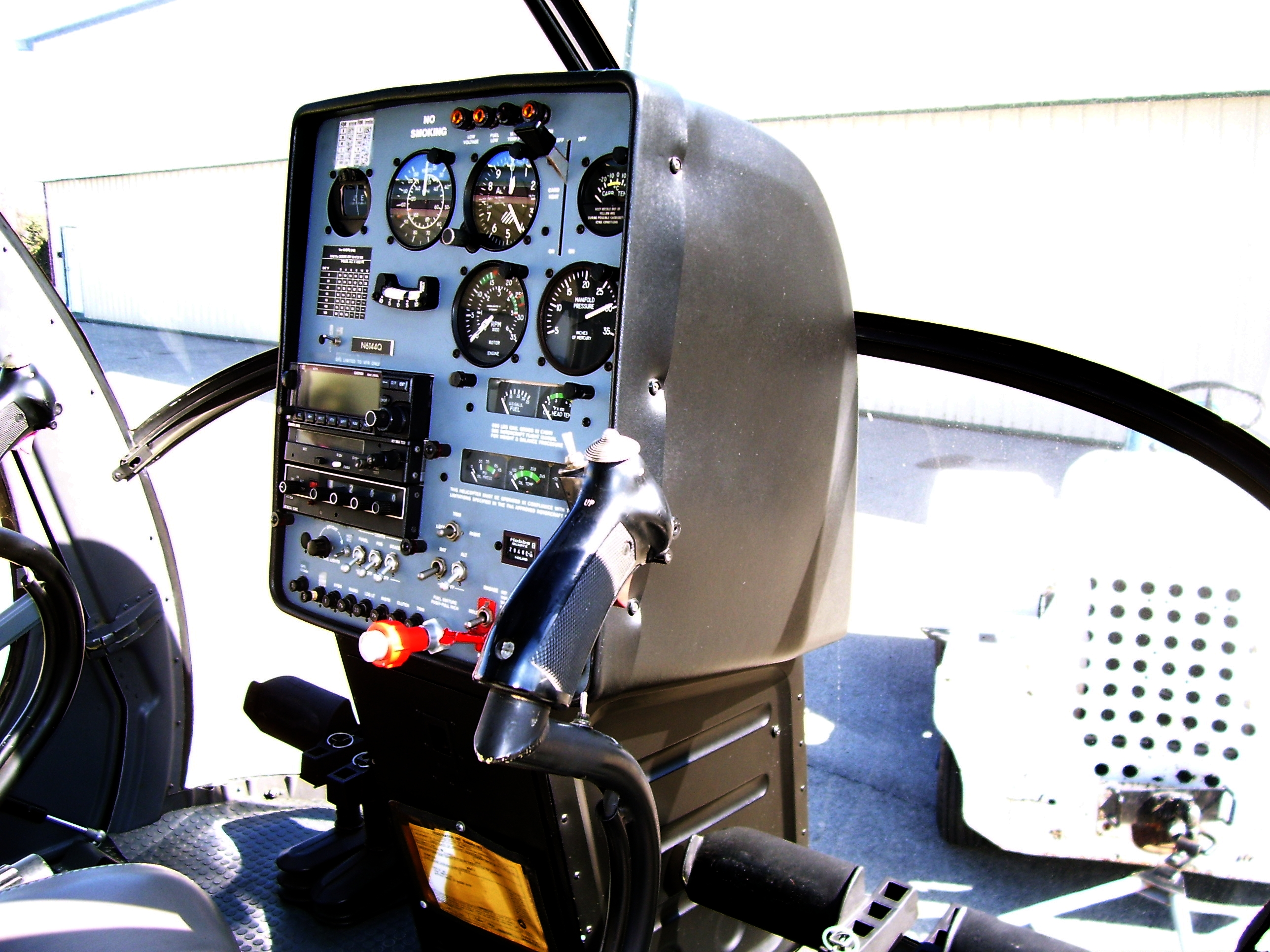
Фюзеляж Schweizer 300CB

269C «Model 300C»
300C мав двигун потужністю 190 к.с. (141 кВт) Lycoming HIO-360-D1A і мав більший діаметр несного гвинта (26 ft 10 in у порівнянні з 25 ft 4 in). Більший гвинт і двигун збільшили продуктивність на 45 % порівняно з попередньою серією 269. Hughes та Schweizer обидва продавали 269C під назвою Model 300C.
300CQ
Sky Knight є спеціально побудований вертоліт 300C для міської поліції з глушником і іншими матеріалами і конструкціями які зменшували шум на 75 %.
300CB
300CB перша машина серії 300 випущена саме компанією Schweizer з двигуном Textron Lycoming HO-360-C1A потужністю 180 к.с. 300CB вперше піднявся у повітря 28 травня 1993, і отримав сертифікат і вересні 1995. 300CB можна переробити з двомісної на тримісну версію. Він як і раніше підходить для утилітарних і спеціальних місій, крім того вертоліт підходить тренувань.
300CBi
Версія з впорскуванням палива 300CB через, що зникає проблема замерзання карбюратора у холодних температурах. 300CBi також включає в себе захист від перевищення швидкості і автоматична взаємодія гвинта при пуску, а також систему попередження низьких обертів гвинта.

## Оператори
Аргентина
- Берегова охорона Аргентини[8]

 Бразилія
- Військова поліція Ріо-де-Жанейро[9]

 Колумбія
- Повітряні сили Колумбії[10]

 Греція
- Сухопутні війська Греції[11]

 Сальвадор
- Повітряні сили Сальвадору[12]

 Естонія
- Прикордонна служба[13]

 Індонезія
- Сухопутні війська Індонезії[14]

 Нігерія
- Повітряні сили Нігерії[15]

 Парагвай
- Повітряні сили Парагваю[16]

 Таїланд
- Королівські сухопутні війська Таїланду[17]

 Туреччина
- Сухопутні війська Туреччини[18]

 США
- Департамент шерифа округу Лос-Анджелесу[19]

## Льотно-технічні характеристики (Schweizer 300C)
Джерело: International Directiory of Civil Aircraft
Основні характеристики
- Екіпаж: 1 пілот
- Пасажиромісткість: 2 пасажири
- Вантажопідйомність: 431 кг
- Довжина: 9,4 м
- Висота: 2,7 м
- Діаметр несучого гвинта: 8,2 м

- Площа обертання несучого гвинта: 52,8 м²
- Маса порожнього: 499 кг
- Маса спорядженого: 930 кг
- Нормальна злітна маса: 930 кг
- Силова установка: 1 × 4-циліндровий, горизонтально-опозитний Textron Lycoming HIO-360-D1A  190 кс ( 141 кВт)

Льотні характеристики
- Крейсерська швидкість: 159 км/год
- Практична дальність: 360 км
- Швидкопідйомність: 3,82 м/с